# Soi (philosophie)
Pour les articles homonymes, voir Soi (homonymie).
 (décembre 2009).
Le soi en philosophie s'entend au travers de l'histoire de la philosophie occidentale, plus ou moins distinctement ce qui peut être lié au terme « soi » selon une approche spirituelle.
Alors que les philosophies orientales y font pratiquement toujours référence, la philosophie occidentale, issue du logos grec, au sens de « raison » et de « discours », n'a pas constitué le terme « soi » comme un concept à proprement parler, c'est-à-dire comme mot-outil selon Gilles Deleuze, servant à explorer un domaine de la connaissance à un moment donné et chez un penseur particulier.
On peut tenter néanmoins de cerner les différentes acceptions ou corrélats du terme dans une perspective historique. Les mots voyageant géographiquement et historiquement, des définitions précises et contextuelles pourront donner un aperçu de la difficulté à parler du soi en philosophie.

## Diverses acceptions du terme
|                   | Hindouisme, bouddhisme, taoïsme                                   | Philosophie antique | Moyen Âge                                                 | XVIIe                                                              | XVIIIe                                                              | XIXe-XXe |
| ----------------- | ----------------------------------------------------------------- | --- | --------------------------------------------------------- | ------------------------------------------------------------------ | ------------------------------------------------------------------- | --- |
| Soi (par soi)     | l'Absolu, l'Un, Brahman, le Tao                                   | l'Être, l'Un (Parménide, Plotin); l'Idée de Bien (Platon); le Principe 1er, l'Absolu, l'Être (Aristote); le Logos (Héraclite, stoïciens) | Dieu (saint Augustin, saint Thomas, maître Eckhart)       | Dieu (Descartes, Locke); la Nature (Spinoza)                       | Dieu (Kant)                                                         | l'Esprit Absolu (Hegel); Dieu (Kierkegaard); l'Être (Heidegger). |
| soi               | Atman, soi comme ego qui se dépasse dans l'union au Soi ou au Tao | l'Âme (Platon, Aristote, Plotin) | l'Âme, soi, la conscience (saint Augustin, maître Eckart) | le sujet, je, la pensée, l'âme, la substance (Descartes, Locke...) | le "Je pense" (Kant); la subjectivité, la conscience de soi (Hegel) | Subjectivité pour l'existentialisme (Kierkegaard, Sartre); la conscience, le Moi profond (Bergson); la personne (Mounier); Soi (Carl Gustav Jung); dénié par le matérialisme, le déterminisme et le structuralisme. |
| en-soi / pour-soi |                                                                   | |                                                           |                                                                    | chose-en-soi (Kant)                                                 | développement dialectique de l'Esprit (Hegel) ; existentialisme (Husserl, Heidegger, Sartre) |

## Présocratiques
Principes fondateurs de la philosophie antique grecque : 
- La question de l'origine première (arkhè) et la loi fondamentale (logos) du monde comme principe d'unité.
- les thèmes liés au concept d'alètheia (dévoilement) : l'être, la vérité, la connaissance vraie.
- La réflexion sur la nature de l'homme et son éthique : l'âme, le bien (agathon), la vertu (arêtè), le bonheur.

On pourra voir des ponts avec les philosophies et religions égyptienne et orientales, notamment indienne, car le commerce favorisait la circulation des idées entre la Méditerranée et l'Asie. En effet, un ordre du monde cosmique et éthique, participant tant du mythe que des principes naturels, rappelle le principe suprême de l'hindouisme, Brahman, ou, chez les égyptiens, Maât, ordre du monde mais aussi vérité. Quant à la place de l'homme, de même que l'Atman ou la maât (connaissance juste de soi, c'est-à-dire conscience de cet ordre universel) égyptienne, l'âme, le bien, la vertu, le bonheur au sens grec, ne pourront s'épanouir pleinement que dans la reconnaissance de l'ordre du monde, dans l'union avec le principe premier, dans l'harmonie entre les parties et le tout exprimée par la notion de "Mesure".
Pour Heidegger, ces penseurs ne se détournaient pas de l’Être au profit de l'existant; ils ont « posé le problème des relations de l'Être et de l'étant, de l'Être et du devenir, du lien de l'étant et du Néant et celui de la vérité définie comme ouverture, dévoilement et non comme rapport logique ». (Les Présocratiques J. Brun, Que sais-je? PUF).

### Les milésiens
Les philosophes milésiens (Milet, ville d'Ionie) sont les premiers, dans la philosophie grecque, à avoir orienté la réflexion vers l'ontologie, le discours sur l'être (qu'est-ce qu'il y a derrière l'apparence?). Ils recherchent le principe originaire commun à toute chose et source des transformations dont on peut faire l'expérience à travers les phénomènes. Dans leur cosmogonie, les explications naturelles se substituent petit à petit aux explications mythologiques. Précisons que la plupart des présocratiques ont écrit une œuvre ayant pour titre De la nature.
- Pour Thalès (624-546 av. J.-C.), l'élément primordial est l'eau. Dans sa vision de l'unité du cosmos, il met l'accent sur la vie, le fait que la nature est vivante et que « tout est plein d'âmes » (psychè, souffle vital et non âme au sens chrétien, comme principe personnel et immortel).
- Pour Anaximandre (610-545 av. J.-C.), l'élément primordial est l'infini, l'illimité, l'indéfini (apeiron); de lui procèdent les choses comme oppositions, puis, elles y retournent : les substances particulières sont sorties par voie de séparation de la matière primitive et y retourneront après leur décomposition. Ainsi l'ex-sistence serait une perte, l'abandon d'une source primitive; la mort, un retour à la source de vie. L’apeiron, l'indéfini, était selon Aristote, qualifié de « divin » par Anaximandre, car « immortel et impérissable » (Physique, 203,b6). On peut signaler que Sándor Ferenczi, le disciple de Freud, a fait référence à Anaximandre dans Thalassa à propos du fait que tout être vivant cherche à revenir à une « paix inorganique » visant à annuler la naissance, l'union sexuelle étant l'image même de ce désir fondamental.
- Pour Anaximène (585-525), l'élément primordial est l'air et les hommes participent de ce principe dans la mesure où l'âme est faite d'air, ce qui dessine un parallélisme étroit entre le microcosme et le macrocosme.

### Pythagore
Pythagore vécut de 570 à 500 av. J.-C. à Crotone, Italie du Sud, il fait du nombre l'élément primordial.
L'essence de la réalité tout entière est le nombre car il crée l'ordre du monde en définissant et délimitant l'indéfini (apeiron).
L'Un est tenu pour supérieur aux autres nombres car il en est l'origine.
L'éthique se caractérise par conséquent par la recherche de l'harmonie.
En plus des recherches mathématiques et musicales, l'école pythagoricienne illustre un principe religieux et mystique  qui reprend à l'Inde la théorie de la transmigration des âmes : l'âme représente en propre l'essence de l'homme (le « soi ») qui doit être délivrée de l'impureté du corps.

### Héraclite
Héraclite vécut d'environ 550 à environ 480 av. J.-C. L'élément primordial est le devenir, l'écoulement du temps, symbolisé par le feu, l'élément le plus subtil. « On ne peut entrer deux fois dans le même fleuve » (Fragment 12). Le monde est l'échange perpétuel des contraires et de cette tension surgit tout ce qui est. « Ce monde-ci, le même pour tous les êtres, aucun des dieux ni des hommes ne l'a crée; mais il a toujours été et il est, et il sera toujours un feu vivant, s'allumant avec mesure et s'éteignant avec mesure. » (Fragment 30)
Les âmes naissent du feu divin, du Logos universel, donc la vraie sagesse consiste à fondre la pensée individuelle dans la pensée universelle. Le Logos est l'unité des contraires donc connaître le Logos, être en harmonie avec lui constitue la sagesse mais c'est une voie difficile : « Le mot logos, les hommes ne le comprennent jamais, aussi bien avant en avoir entendu parler qu'après. » (Fragment 1). « La pensée est la plus haute vertu; et la sagesse consiste à dire des choses vraies et à agir selon la nature, en écoutant sa voix. » Fragment 112, proche du fragment 44 : « La sagesse consiste en une seule chose, à connaître la pensée qui gouverne tout et partout ». Comme le signale J. Voilquin, auteur de la traduction et des notes du recueil Les Penseurs grecs avant Socrate Garnier-Flammarion, « le logos, la raison universelle se découvre en Égypte sous le nom de Mâ-Khérou; il représente la Parole prononcée, la Voix créatrice, inspiré par Vérité-Justice-Raison (Maât). »...« l'esprit religieux d'Héraclite, en s'inspirant des mythes égyptiens, introduit le spiritualisme dans la physiologie des Ioniens. Il ouvre la voie à Anaxagore et à Socrate et fonde la tradition du mysticisme idéaliste dont Platon sera l'interprète le plus qualifié ainsi que, plus tard, à Alexandrie, les néo-platoniciens. », p. 232-233
Héraclite évoque, comme le fera Socrate plus tard, le précepte de Delphes : « Le dieu dont l'oracle est à Delphes ne parle pas, ne dissimule pas, il indique. » (Fragment 93), suivi de : « Je me suis cherché moi-même. » (Fragment 101), et plus loin : « À l'âme appartient le logos, qui s'augmente lui-même. » (Fragment 115), voie que tout un chacun peut suivre : "À tous les hommes, il est accordé de se connaître eux-mêmes et de faire preuve de sagesse." (Fragment 116), même si le premier fragment semble en douter (voir ci-dessus).
L'inspiration héraclitéenne se retrouvera chez Hegel mais c'est surtout Nietzsche, dans La Philosophie à l'époque tragique des Grecs qui manifeste explicitement son admiration pour Héraclite : « L'homme enfermé dans ses limites voit les choses séparément les unes des autres mais ne les voit pas dans leur ensemble. Celui qui, comme Héraclite, s'apparente au dieu contemplatif voit l'harmonie et la convergence de tout ce qui se contredit. » (chapitre 7). Plus loin, pour le défendre contre ceux qui le taxaient d’« obscur » : "Tout ce que l'on pouvait éventuellement apprendre en questionnant les hommes et tout ce que les autres sages s'étaient efforcés d'obtenir lui importait peu.... C'est moi-même que j'ai cherché et que j'ai tenté d'interpréter disait-il de lui-même... voilà ce qu'il n'a ni exprimé, ni dissimulé, à l'instar du dieu de Delphes." (chapitre 8).
Enfin, sa doctrine de la loi au sein du devenir et du jeu au sein de la nécessité, Nietzsche la présente comme une « vérité qu'il saisit par intuition sans escalader l'échelle de corde de la logique. » (chapitre 9), contrairement à Parménide qui ne trouve pas grâce aux yeux de Nietzsche.

### L’École éléatique
- Pour Xénophane, l'élément primordial est l'idée d'un dieu unique.
- Cette idée est reprise par Parménide (540-470 av. J.-C.) pour qui l'élément originel est l'unité de l'être. Par conséquent, ce qui existe est "sans commencement, éternel, homogène, immuable, hors du temps, un, continu." (Parménide, "La voie de la vérité", 8, in Les Penseurs grecs avant Socrate).C'est l'expérience trompeuse des sens qui nous fait croire que tout change mais ce n'est qu'une apparence. D'où la valorisation de la connaissance rationnelle qui fait accéder à l'être authentique, un et immuable.

Anaxagore
Pour Anaxagore (500-425 av. J.-C.), l'élément primordial est formé d'un nombre infini d'éléments premiers qualitativement différents. Chaque chose est une combinaison originale d'éléments. Les choses sont mues par le noûs ou nouç (l'esprit, l'énergie organisatrice) qui les ordonne systématiquement.
Empédocle
Pour Empédocle (492-432 av. J.-C.), l'élément primordial apparait sous la forme des 4 éléments (eau, air, terre, feu), plus l'amour (fusion) et la haine (séparation) comme moteurs.
Lorsque ces deux forces s'affrontent, les choses concrètes naissent.

## Socrate et Platon

### Maïeutique
Cette technique est une évolution des savoir-faire orphiques, lesquels se fondaient sur la croyance en la réminiscence ou "anamnèse" (le contraire de l'amnésie) et la pratique de la katharsis. Précisons aussi que la mère de Socrate état sage-femme.
La maïeutique consiste, dans le contexte de cette époque, à faire accoucher les esprits de leurs connaissances accumulées lorsque l'âme, libre du corps (soma // sêma, le tombeau), a pu contempler les Idées, les essences (voir Phèdre et le mythe de l'attelage ailé). La maïeutique permet ainsi d'exprimer un savoir caché en soi, dans la partie divine de notre âme (noûs).
Dans le Ménon, on peut voir ainsi un jeune esclave, Ménon, « redécouvrir » comment peut se dupliquer l'aire d'un carré alors qu'il s'en croyait incapable, n'ayant jamais étudié les mathématiques. « Connaître, c'est se ressouvenir » (Ménon). La réminiscence (l'anamnèse) inverse l'œuvre du Léthé, le fleuve mythologique de l'oubli auxquelles sont censées boire les âmes avant de se réincarner. L'étymologie de aléthéia, la vérité, le signale : a (privatif)-Léthéia, que l'on traduit aussi par dévoilement. Nnoos (esprit, intelligence, voir nouç) est proche de nostos, le retour (voir "nost-algie" en français).
L'ironie s'adresse aux personnes qui prétendent savoir alors qu'elles sont dans l'ignorance; la maïeutique est appliquée aux personnes qui ignorent une disposition innée comme la réminiscence, notion héritée de la métempsycose, elle-même empruntée par Platon à Pythagore et à l'Égypte (ces deux penseurs y ont séjourné), ou peut-être à l'Inde.
Socrate offre à chacun de ses interlocuteurs le miroir secret pour percevoir une image trop méconnue de lui-même et donc se "dé-couvrir" :
« Il y peut discerner les contradictions et les inconsistances qui font obstacle à une découverte de la lumière intérieure. Mais à côté de ces traits si peu plaisants - aveuglement, vanité, passion incontrôlée, désir de puissance et de jouissance - le miroir révèle aussi les valeurs positives grâce auxquelles l'acheminement vers la vérité peut se poursuivre. ».
Dès que le brouillard de l'ignorance et de la léthargie s'est déchiré, la réalité nue éclate :
« Car, en fait, tout individu sait intimement ce dont il s'agit et porte cela en lui ; mais il ne peut, par les seuls moyens dont il dispose, extraire de la gangue cette évidence naturelle, la jeter dans la pleine lumière de l'expérience et en reconnaître l'éternelle actualité. ».
Des réactions d'hostilité et même des actes de violence naissent fréquemment à l'encontre d'un éveilleur d'hommes. L'action cathartique dont le Sage fait surgir le cours comporte d'intenses remous :
« Il est fort possible, dit-il aux Athéniens, qu'à la manière des gens qu'on arrache de leur sommeil, vous vous fâchiez.(Apologie de Socrate31a.) ».
D'habiles manœuvres sont indispensables pour mener à bien cette tâche. C'est l'art savant de l'accoucheur - la maïeutique - qui conduira à son terme l'accès à la réalité « telle qu'elle est » :
« Pour arracher ses interlocuteurs au sommeil, pour les soustraire aux routines de la pensée et de la conduite où ils se complaisent, Socrate choisit d'appliquer à chacun la technique qui convient à son tempérament. La thèse socratique selon laquelle le Sage ne fait rien d'autre qu'inciter et aider l'auditeur à redécouvrir le secret d'une expérience vécue… Comme s'il s'était parlé à lui-même, ainsi aurait-il pu conclure un entretien poussé par delà les limites de l'ordinaire dialectique. ».

## Néoplatonisme
Plotin